# Elissa Landi
Elissa Landi, pseudonimo di Elisabeth Marie Christine Kühnelt (Venezia, 6 dicembre 1904 – New York, 21 ottobre 1948), è stata un'attrice e scrittrice austriaca naturalizzata statunitense.

## Biografia
Nata a Venezia, trascorse l'infanzia in Austria e fu educata in Inghilterra; nota per il suo portamento aristocratico, pare fosse una discendente dell'imperatrice Elisabetta di Baviera. La sua prima ambizione fu quella di diventare scrittrice. Scrisse infatti il suo primo romanzo all'età di 20 anni e tornò a scrivere durante i momenti di inattività dalle scene e dopo il suo ritiro dal cinema. Durante gli anni venti apparve in film inglesi, francesi e tedeschi, prima di recarsi negli Stati Uniti per recitare a Broadway in una versione teatrale di Addio alle armi. Nel 1931 firmò un contratto con la Fox Film Corporation (la futura 20th Century Fox).
Nella prima metà degli anni trenta, recitò con successo in coppia con alcuni dei maggiori primi attori dell'epoca, tra cui David Manners, Warner Baxter, Lionel Barrymore, Laurence Olivier e Ronald Colman. Tra i suoi maggiori successi al box office vi furono il dramma romantico Anima e corpo (1931) con Charles Farrell, e Il conte di Montecristo (1934), a fianco di Robert Donat. Interpretò il ruolo dell'eroina Marzia nel kolossal Il segno della croce (1932) di Cecil B. De Mille, ma la sua presenza fu oscurata da Claudette Colbert, che aveva il ruolo più vistoso della tentatrice Poppea.
Il suo contratto con la Fox fu inaspettatamente cancellato nel 1936, come conseguenza del rifiuto della Landi di accettare un ruolo particolare. La Metro-Goldwyn-Mayer le fece firmare un contratto e, dopo un paio di drammi romantici, ebbe il ruolo della cugina di Myrna Loy nella popolare commedia poliziesca Dopo l'uomo ombra (1936). Dopo solo altri due film, nel 1943 si ritirò dal cinema. Nello stesso anno diventò una cittadina naturalizzata statunitense, e tornò a dedicarsi all'attività di scrittrice, con la produzione di sei romanzi e di una serie di poesie. Morì di cancro a Kingston, nello Stato di New York, e fu seppellita all'Oak Hill Cemetery di Newburyport, in Massachusetts.

## Omaggi e riconoscimenti
Ha una stella sulla Hollywood Walk of Fame per il suo contributo all'industria cinematografica, al 1615 di Vine Street.

## Filmografia parziale

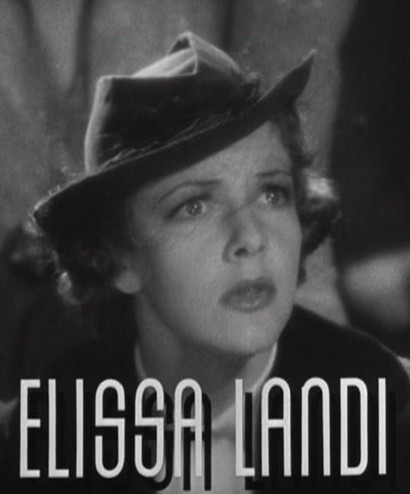
Nel film Dopo l'uomo ombra

- Synd, regia di Gustaf Molander (1928)
- Anima e corpo (Body and Soul), regia di Alfred Santell (1931)
- Condannata (Wicked), regia di Allan Dwan (1931)
- Il passaporto giallo (The Yellow Ticket), regia di Raoul Walsh (1931)
- Il segno della croce (The Sign of the Cross), regia di Cecil B. DeMille (1932)
- La donna senza domani (A Passport to Hell), regia di Frank Lloyd (1932)
- La lotteria del diavolo (Devil's Lottery), regia di Sam Taylor (1932)
- A lume di candela (By Candlelight), regia di James Whale (1933)
- La disfatta delle amazzoni (The Warrior's Husband), regia di Walter Lang (1933)
- La maschera (The Masquerader), regia di Richard Wallace (1933)
- Trama d'odio (I Loved You Wednesday), regia di Henry King e William Cameron Menzies (1933)
- Il commediante (The Great Flirtation), regia di Ralph Murphy (1934)
- Il conte di Montecristo (The Count of Monte Cristo), regia di Rowland V. Lee (1934)
- Tramonto (Sisters Under the Skin), regia di David Burton (1934)
- Koenigsmark, regia di Maurice Tourneur (1935)
- Senza rimpianto (Without Regret), regia di Harold Young (1935)
- Vissi d'arte (Enter Madame), regia di Elliott Nugent (1935)
- Dopo l'uomo ombra (After the Thin Man), regia di W. S. Van Dyke (1936)
- Gentiluomo dilettante - Il nuovo Robin Hood (The Amateur Gentleman), regia di Thornton Freeland (1936)
- La tredicesima sedia (The Thirteenth Chair), regia di George B. Seitz (1937)
- Corregidor, regia di William Nigh (1943)

## Doppiatrici italiane
- Evi Maltagliati in Il segno della croce
- Giovanna Scotto in Gentiluomo dilettante - Il nuovo Robin Hood
- Lydia Simoneschi in Il commediante
- Anna Teresa Eugeni in Dopo l'uomo ombra (riedizione)